# Всемирный день пианиста

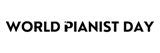
К 10-летнему юбилею у праздника появилось собственное лого.

## Всемирный День Пианиста
Всемирный День Пианиста – международный неофициальный праздник опытных и начинающих пианистов и клавишников всех возрастов и национальностей. Дата отмечается ежегодно 8 ноября.

## Описание
В этот день по всему миру проходят концерты и встречи с музыкантами. Пианисты поздравляют своих наставников, наставники – учеников. В свою очередь, поздравления пианистам приходят от друзей, родственников и близкого круга знакомых. В общественных местах организуются акции в формате "свободное пианино": на специально подготовленном и выставленном инструменте может сыграть любой желающий. Музыкальные магазины предлагают скидки на свои товары.

## История
Идея установить 8 ноября как Всемирный День Пианиста принадлежит Ивану Манько-Вертоградову, деятелю культуры, большому поклоннику фортепианной музыки и владельцу сети магазинов музыкальных инструментов. Как заметил основатель праздника, “у многих профессий есть свои особенные дни, а у пианистов нет. Хотя они заслуживают своего праздника не меньше остальных – просто потому что достойны этого”.
В 2014 г. День Пианиста отметили локальным концертом. Однако уже через год 8 ноября провели как плановое мероприятие: тогда на сцену Белорусской государственной филармонии вышли пианисты Александр Поляков, Юлия Архангельская и Михаил Оргиш, а также дуэт сестер Ирины и Елизаветы Морозовых (цимбалы/фортепиано). Билеты на праздничный концерт были раскуплены за 6 дней. С того времени День Пианиста в Республике Беларусь признан культурным событием государственного уровня – что впоследствии подтвердило Управление культуры Мингорисполкома.
В 2016 г. торжества были устроены в китайском университете Nanchang Hangkong, где на тот момент преподавал А.Поляков. Также 8 ноября 2016 г. в Минске пианист и композитор Николай Панок установил национальный рекорд по длительности непрерывной игры на фортепиано: 5 часов без остановки. При это исполнитель запланировал свою программу примерно на 60%, остальное время импровизировал. Еще через год тот же музыкант превысил собственный рекорд еще на один час.
8 ноября 2018 г. фортепианная музыка зазвучала в одном из самых экзотических и труднодоступных мест в центре Москвы – в “Аптекарском огороде”, субтропической оранжерее Ботанического сада МГУ. На тот момент оранжерея была закрыта для посетителей более 15 лет. Молодой российский пианист и композитор Илья Поляков представил программу под название “Цвета” (‘Colors’).
В 2024 г. Всемирный День Пианиста отмечает свое десятилетие. За эти годы:
- праздничные мероприятия проходили в Австрии[5], Великобритании[6], Латвии, Нидерландах, Украине, во Франции, в США[7], Канаде[8], Израиле, Японии, Южной Корее[9], на Тайване, Филиппинах[10]. Список стран и число событий продолжают расширяться[11][12][13];
- Лондонский симфонический оркестр[14] и Бостонская филармония[15] посвятили Всемирному Дню Пианиста специальные концерты;
- на одной из улиц Иерусалима с джазовой программой на фортепиано выступил Артур Беркут, фронтмен знаменитых российских групп “Автограф” (прогрессив-рок) и “Ария” (хэви-метал);
- В США в праздничных шоу приняли участие известная актриса и телеведущая Эллен Дедженерес[16] и легенда мировой сцены, певец и композитор Билли “Piano Man” Джоэл;
- состоялись десятки концертов[17][18][19][20], мастер-классов[21], открытых уроков, семинаров и т.п.[22] в учреждениях образования и культуры России и стран СНГ;
- празднику посвящены ряд публикаций в СМИ[23][24] и блогах[25][26], а также новостные сюжеты телевизионных компаний[27][28][29][30][31].